# Група вузла
Група вузла — характеристика вузла, що визначається як фундаментальна група його доповнення.

## Визначення
Нехай {\displaystyle K\subset \mathbb {R} ^{3}} — вузол. Тоді група вузла вузла визначається як фундаментальна група {\displaystyle \pi _{1}(\mathbb {R} ^{3}\setminus K)}.

### Коментар
За іншими домовленостями вузол розглядається як вкладення кола в 3-сферу. В цьому випадку групу вузла визначають як фундаментальну групу його доповнення в {\displaystyle S^{3}}. Обидва визначення дають ізоморфні групи.

## Властивості
- Два еквівалентних вузли мають ізоморфні групи вузлів, так що група вузла є інваріантом вузла і може бути використана для встановлення нееквівалентності пари вузлів. Однак два нееквівалентних вузли можуть мати ізоморфні групи вузлів (див. приклад нижче).

- Абелізація вузла завжди ізоморфна нескінченній циклічній групі {\displaystyle \mathbb {Z} }. Це випливає з того, що абелізація збігається з першою групою гомологій, яку легко обчислити.

- Групу вузлів (а також фундаментальну групу орієнтованих зачеплень у загальному випадку) можна обчислити за допомогою порівняно простих алгоритмів, використовуючи подання Віртингера[en].

## Приклади
- Група тривіального вузла ізоморфна {\displaystyle \mathbb {Z} }.
  - Зворотне також істинне.
- Група трилисника ізоморфна групі кіс {\displaystyle B^{3}}, ця група має задання:
{\displaystyle \langle x,y\mid x^{2}=y^{3}\rangle } або {\displaystyle \langle a,b\mid aba=bab\rangle }.
- Група {\displaystyle (p,q)}-торичного вузла має задання:
{\displaystyle \langle x,y\mid x^{p}=y^{q}\rangle }.
- Група вісімки має задання:
{\displaystyle \langle x,y\mid yxy^{-1}xy=xyx^{-1}yx\rangle }.
- Прямий вузол і бабин вузол мають ізоморфні групи вузлів, але ці вузли не еквівалентні.